# حسين السقاف
 حسين عبد القادر السقاف داعية إسلامي وواعظ وخطيب جامع عبد السلام رفيع بدبي. أسس الكثير من الدروس في دولة الإمارات العربية المتحدة في أبوظبي ودبي والشارقة وغيرها من المدن والدول.

## نسبه
حسين بن عبد القادر بن حسن بن سالم بن محمد بن عبد القادر بن حسن بن عمر بن سقاف بن محمد بن عمر بن طه بن عمر بن طه بن عمر الصافي بن عبد الرحمن المعلم بن محمد بن علي بن عبد الرحمن السقاف بن محمد مولى الدويلة بن علي بن علوي الغيور بن الفقيه المقدم محمد بن علي بن محمد صاحب مرباط بن علي خالع قسم بن علوي بن محمد بن علوي بن عبيد الله بن أحمد المهاجر بن عيسى بن محمد النقيب بن علي العريضي بن جعفر الصادق بن محمد الباقر بن علي زين العابدين بن الحسين السبط بن الإمام علي بن أبي طالب، والإمام علي زوج فاطمة بنت محمد ﷺ.
فهو الحفيد 38 لرسول الله محمد ﷺ في سلسلة نسبه.

## مولده ونشأته
ولد بمدينة جدة بالمملكة العربية السعودية سنة 1391 هـ/ 1971 م. التحق بإحدى حلقات تحفيظ القرآن الكريم وكان ذلك قبل بلوغه سن الرشد. وكان أول كتاب قرأه وتلقاه هو كتاب «بداية الهداية» للإمام الغزالي.
التحق بجامعة الأزهر بمصر عام 1992 تقريبًا ودرس وتخرج منها من كلية الشريعة الإسلامية وحصل على درجة الليسانس. وبعد تخرجه سافر إلى تريم في حضرموت باليمن وتتلمذ على يد شيخه عمر بن حفيظ ودرس ودرّس في دار المصطفى للدراسات الإسلامية.

## شيوخه
أخذ عن الكثير من أهل العلم والصلاح منهم:
| - عبد القادر بن أحمد السقاف - أحمد مشهور بن طه الحداد | - يحيى بن أحمد العيدروس - عمر بن زين عيديد | - أبو بكر بن علي المشهور - محمد بن شيخ المساوى | - عمر بن محمد بن حفيظ - أيمن رشدي سويد |

## نشاطه الدعوي
سافر إلى عدة دول للدعوة إلى الله على منهج أهل السنة والجماعة إلى سوريا والأردن واليمن وماليزيا والسعودية وعمان وباكستان ومصر وحاليًا في الإمارات. وعمل في كل منها دروس ومحاضرات ودورات علمية وتربوية وسلوكية على كافة المستويات من مؤسسات وجمعيات ومدارس ومعاهد وكليات وجامعات ومساجد وغيرها.

## وصلات خارجية
- موقع همة للحبيب حسين عبد القادر السقاف.